# Система місцевого обміну та торгівлі
Системи місцевого обміну та торгівлі (англ. Local Exchange Trading Systems, LETS або LETSystems) — місцево засновані, демократично організовані, некомерційні громадські підприємства, які забезпечують інформацією громадськість та ведуть облік транзакцій між членами, які обмінюються товарами та послугами використовуючи при цьому місцево створені кредити LETS. В деяких місцях, наприклад, у Торонто, схему назвали Місцева система найму та торгівлі (англ. Local Employment and Trading System). В Австралії, у місті Новий Південний Уельс їх називають Місцеві системи перенесення енергії(англ. Local Energy Transfer Systems).
Майкл Лінтон ввів термін «Система місцевого обміну та торгівлі» у 1983 і деякий час брав участь у Comox Valley LETSystems в Courtenay, Британська Колумбія. Очікувалося, що система, яку він розробив, має стати додатком до національної валюти, а не її замінником.
Мережі LETS використовують вільні від вигоди місцеві кредити, таким чином не потрібно робити прямий обмін. Наприклад, учасник може заробити кредит доглядаючи за чужими дітьми і пізніше витратити його на оплату теслярських робіт учасника цієї ж мережі. У LETS, на відміну від інших місцевих валют, паперові гроші не випускаються, тому що транзакції реєструються у центральному місці, яке відкрите для усіх учасників. Так як кредит випускається учасниками мережі для вигоди цих же учасників, то LETS вважається системою взаємних кредитів

## Критерії
Вважається, що LETS притаманні такі 5 критеріїв:
- Плата за користування — від громади для громади
- Згода — немає примусу до торгівлі
- Відкритість — інформація про баланси доступна кожному учаснику
- Еквівалентність національній валюті
- Безвідсотковість

З усіх цих критеріїв «еквівалентність» є найбільш спірною. Згідно з дослідженням LetsLink UK у 1996 р. лише 13% мереж LETS практикують еквівалентність. Більшість груп встановлюють альтернативні системи оцінювання «щоб розлучити себе з основною економікою». Michael Linton зазначив, що такі системи є «приватними грошима», а не СМОТ.

## Як працюють мережі LETS
1. Місцеві люди влаштовують організацію для торгівлі між собою, та часто сплачують невелику членську плату, яка покриває адміністративні витрати
2. Учасники підтримують довідник попиту та пропозиції для сприяння торгівлі
3. При торгівлі, учасники можуть 'платити' один одному надрукованими розписками(банкнотами), реєструвати транзакцію в книгах обліку або в онлайні, або виписувати чеки, які пізніше враховуються системних бухгалтером.
4. Учасники чиї баланси виходять за вказані ліміти (позитивні або негативні) зобов'язані повернути свій баланс назад в сторону нуля витрачаючи або заробляючи.

LETS — це доросла валютна або обмінна система, на відміну від прямого бартеру. Учасники LETS можуть заробляти кредити в будь-якого іншого учасника або витрачати їх у будь-кого іншого в цій системі. Так як деталі системи виробляються самими учасниками, то існує багато варіацій між схемами LETS.